# زنان در دوران آتن کلاسیک
زنان در دوران آتن کلاسیک (انگلیسی: Women in Classical Athens) مطالعهٔ زندگی زنان در دوران کلاسیک آتن، بخش بزرگی از تحقیقات مرتبط می‌باشد که از دهه ۱۹۷۰ آغاز گردید. دانش امروزی ما از زندگی زنان آتن برگرفته از منابع متنوعی از آثار و مدارک باستانی می‌باشد. بخش عمده‌ای از این منابع، شواهدی ادبی است که به‌طور عمده برگرفته از تراژدی‌ها، کمدی کهن و سخن سرایی‌ها می‌باشد. این شواهد با منابع باستان‌شناسی همانند سنگ‌نبشته و سفالگری‌های باستانی یونان تکمیل گردیده. همهٔ این منابع توسط مردان و اغلب برای جنس مذکر ایجاد گردیده. هیچ شواهد باستانی دال بر وجود خودنوشته‌هایی به دست زنان، در دوران آتن کلاسیک وجود ندارد.

## زندگی خانوادگی

### ازدواج

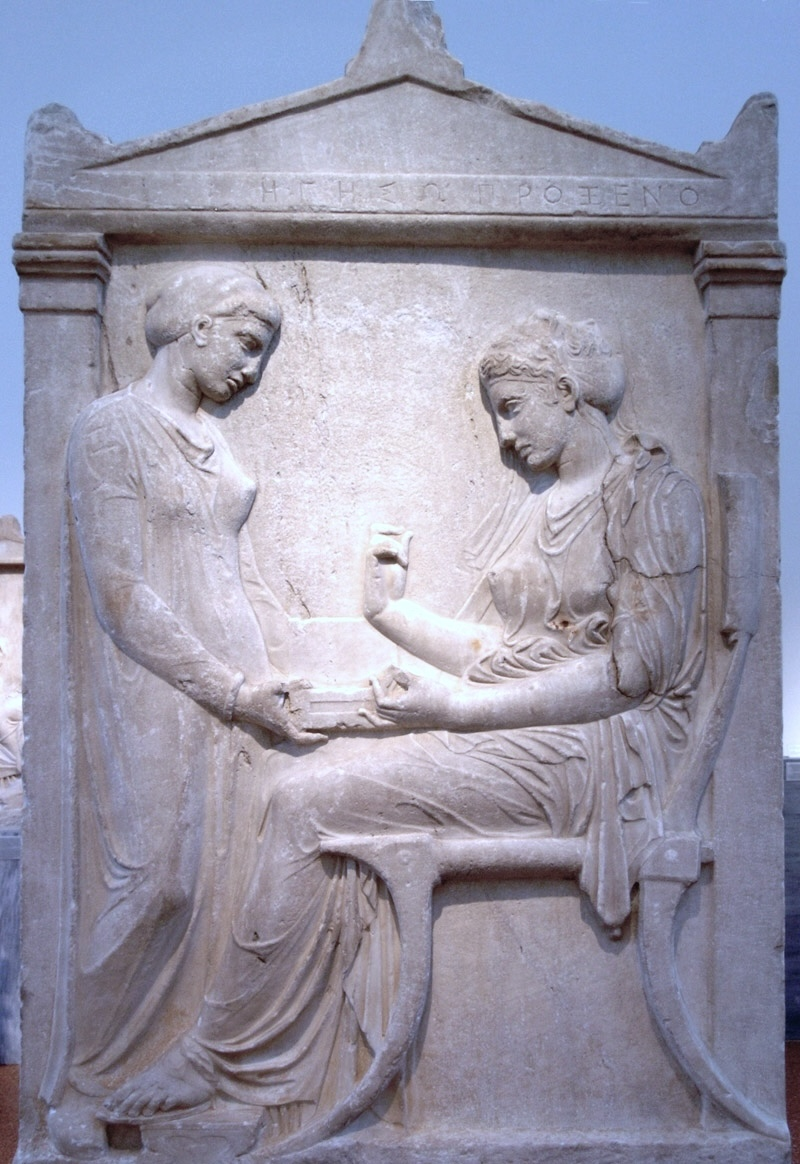
یادبود سنگی مقبره هیگه‌سو مربوط به حدود ۴۰۰ الی ۴۱۰ قبل از میلاد، یکی از بهترین نمونه‌های باقی‌مانده از یادبودهای سنگی آتن باستان می‌باشد. از حدود ۴۵۰ قبل از میلاد، بناهای تاریخی آتنی، به شکل فزاینده‌ای از نماد زنان به عنوان یک اعتبار و اهمیت مدنی استفاده نمودند

نقش اصلی زنان آزاد در آتن کلاسیک چنین بود که ازدواج کنند و فرزندان خود را به دنیا بیاورند. در حقیقت تأکید بسیاری بر ازدواج به عنوان راهکاری برای ماندگاری خانواده از طریق باروری وجود داشت. زنان آتنی معمولاً با مردان بسیار بزرگتر از خود و دارای سن حدود ۴۰ سال ازدواج می‌نمودند. البته پیش از این موضوع، مراقب نزدیکترین رابطهٔ موجود با مردانی بودند که می‌توانست به عنوان همسر آتی انتخاب گردد. عروس، در این نوع تصمیم‌گیری‌ها می‌توانست کمی سخن بگوید. از آنجا که ازدواج آتنی‌های کلاسیک به جهت زادآوری فرزندانی بود که می‌توانستند میراث‌دار پدران گردند، زنها غالباً با خویشاوندان ازدواج می‌نمودند. این موضوع به ویژه دربارهٔ زنانی که هیچ برادری نداشتند اتفاق می‌افتاد به این طریق که، نزدیکترین مرد مذکر نزدیک به وی از خویشان، به عنوان اولین گزینهٔ ازدواج انتخاب می‌گردید.

## نگارخانه

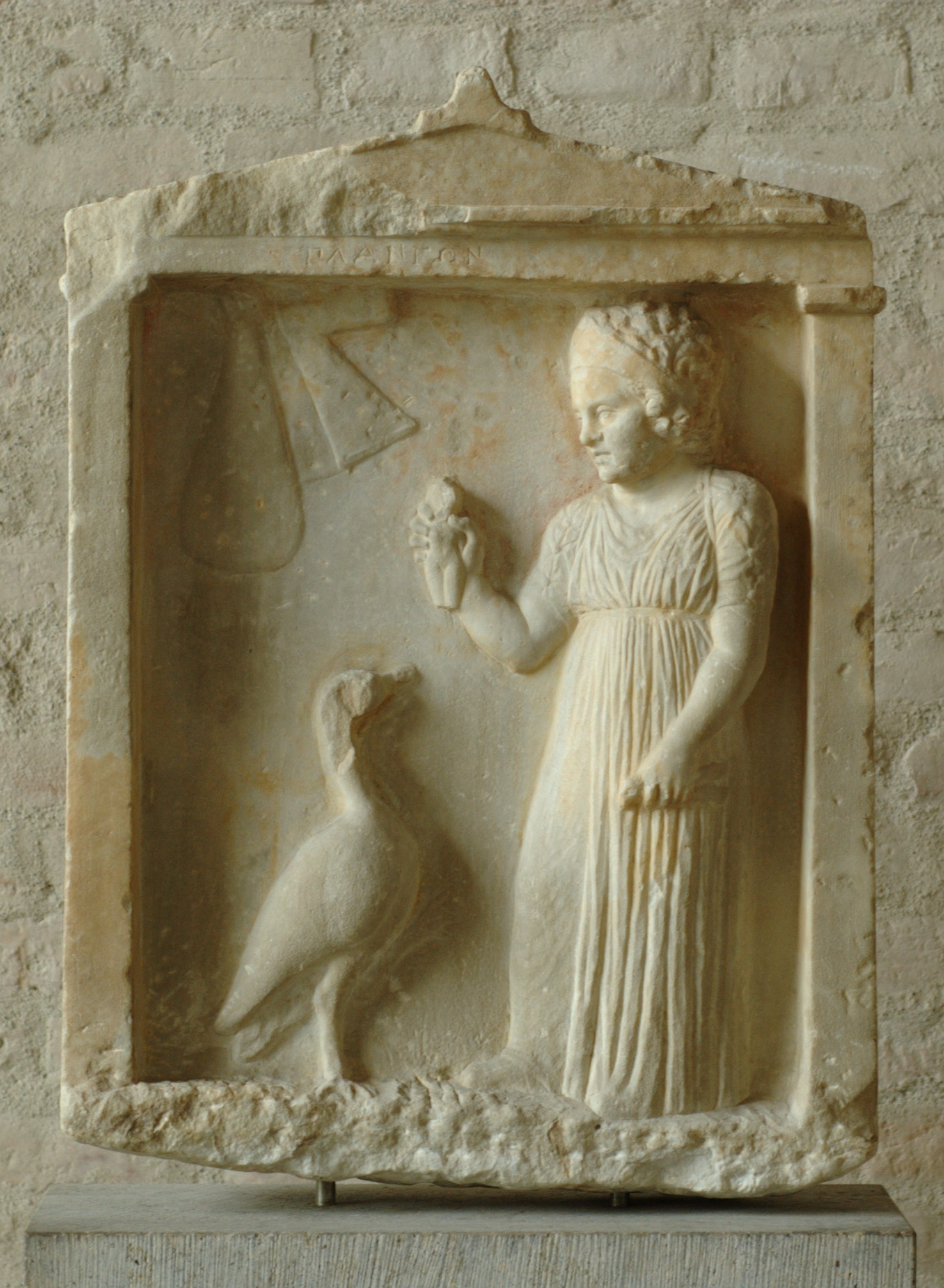
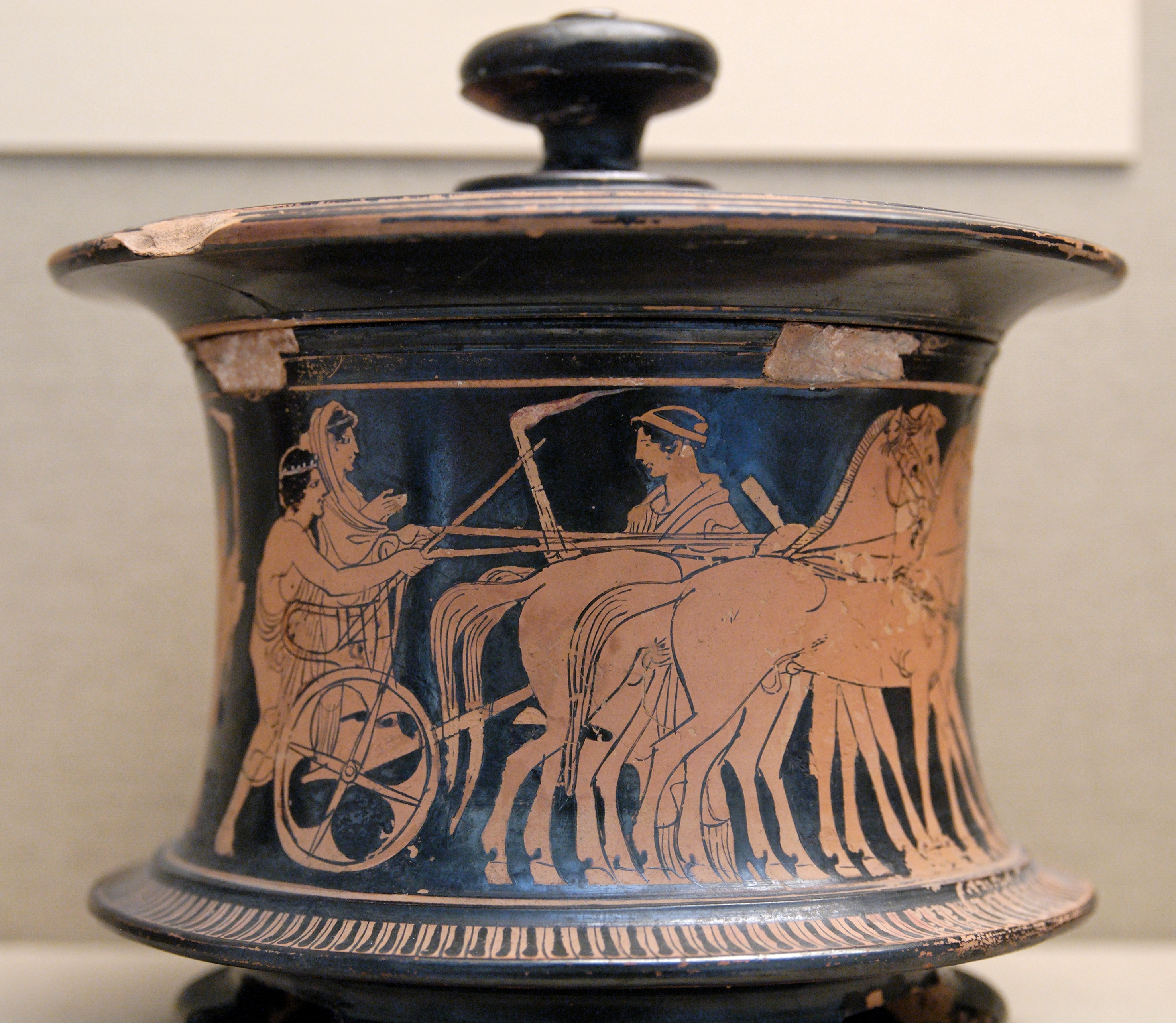
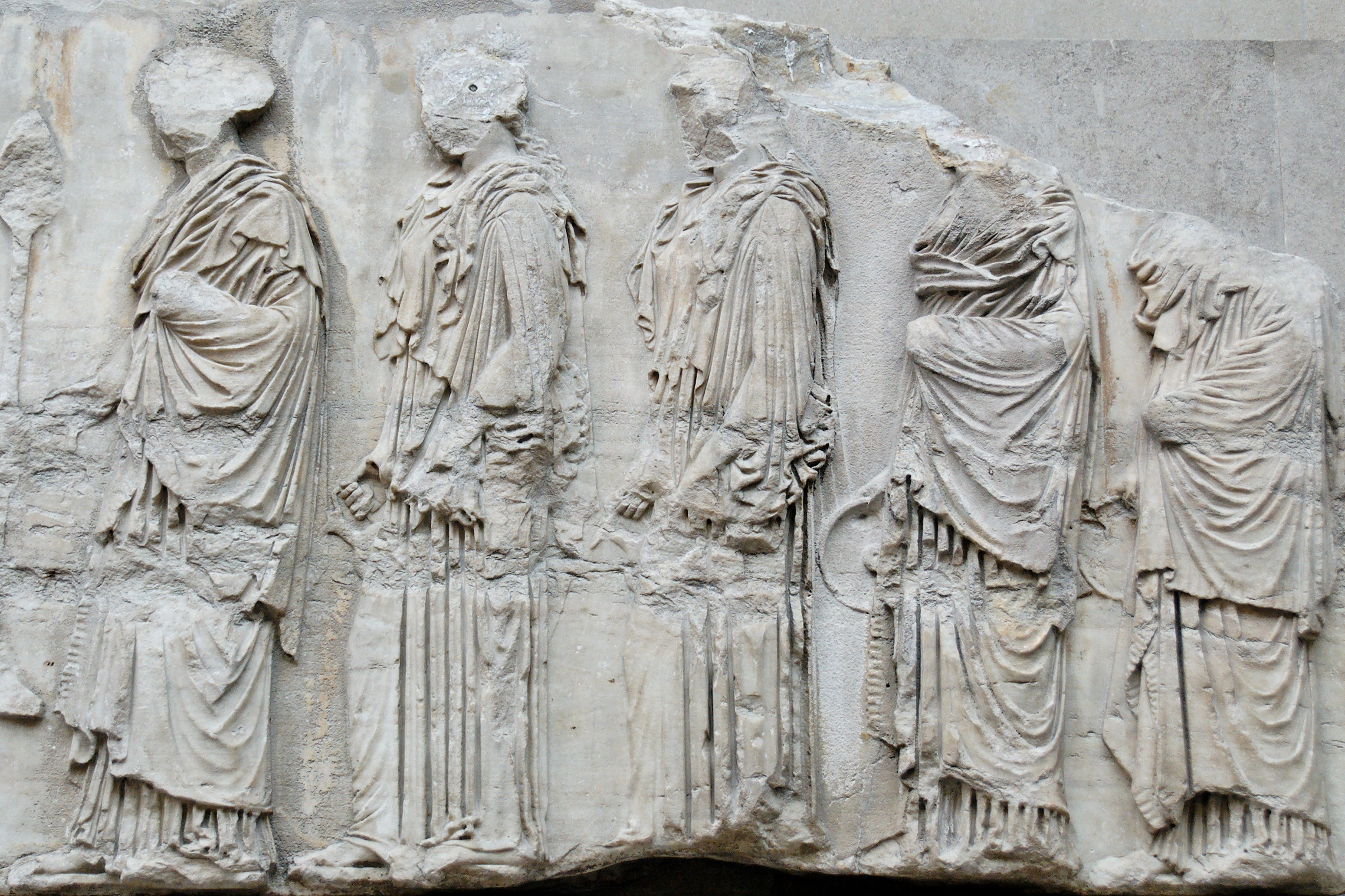
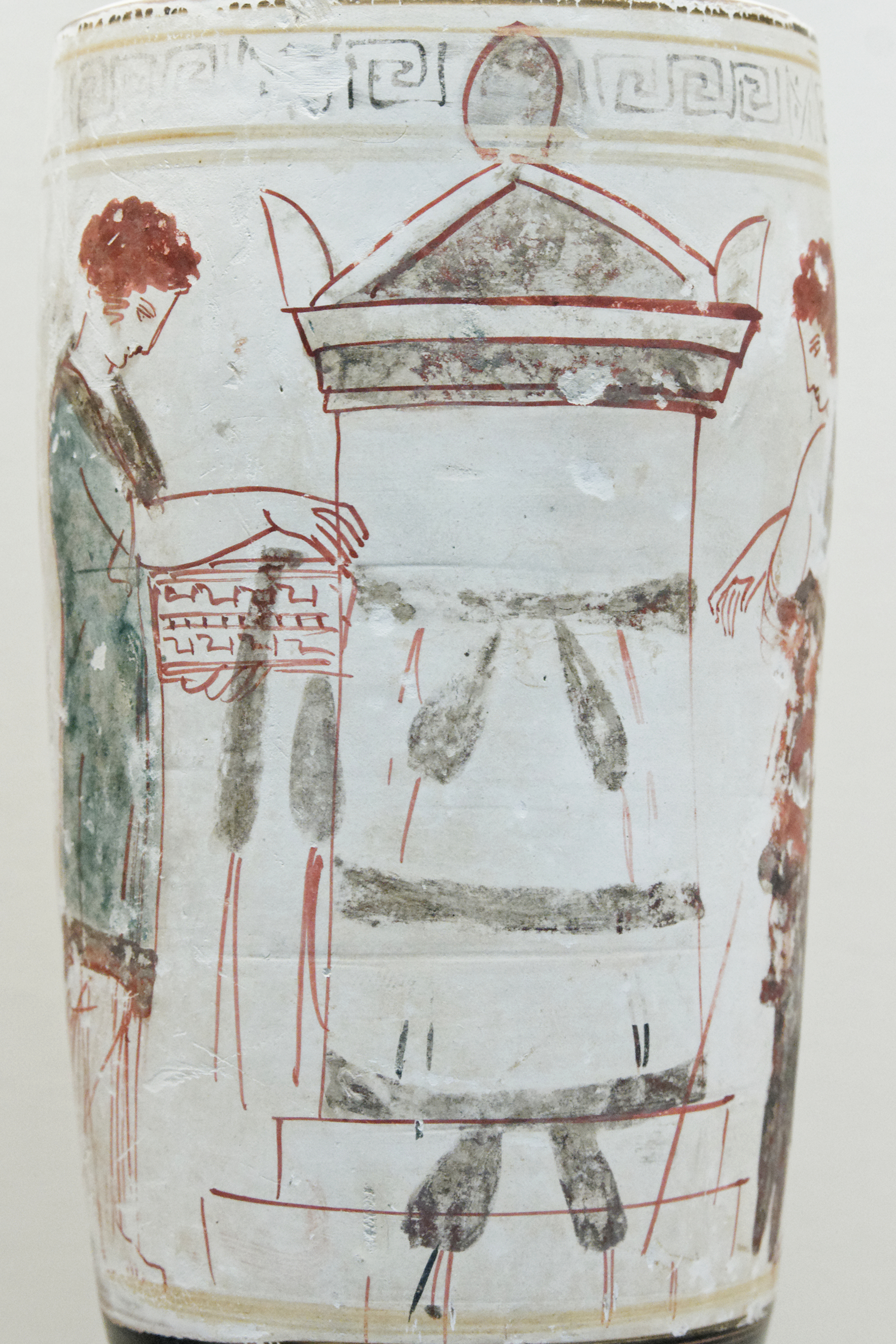
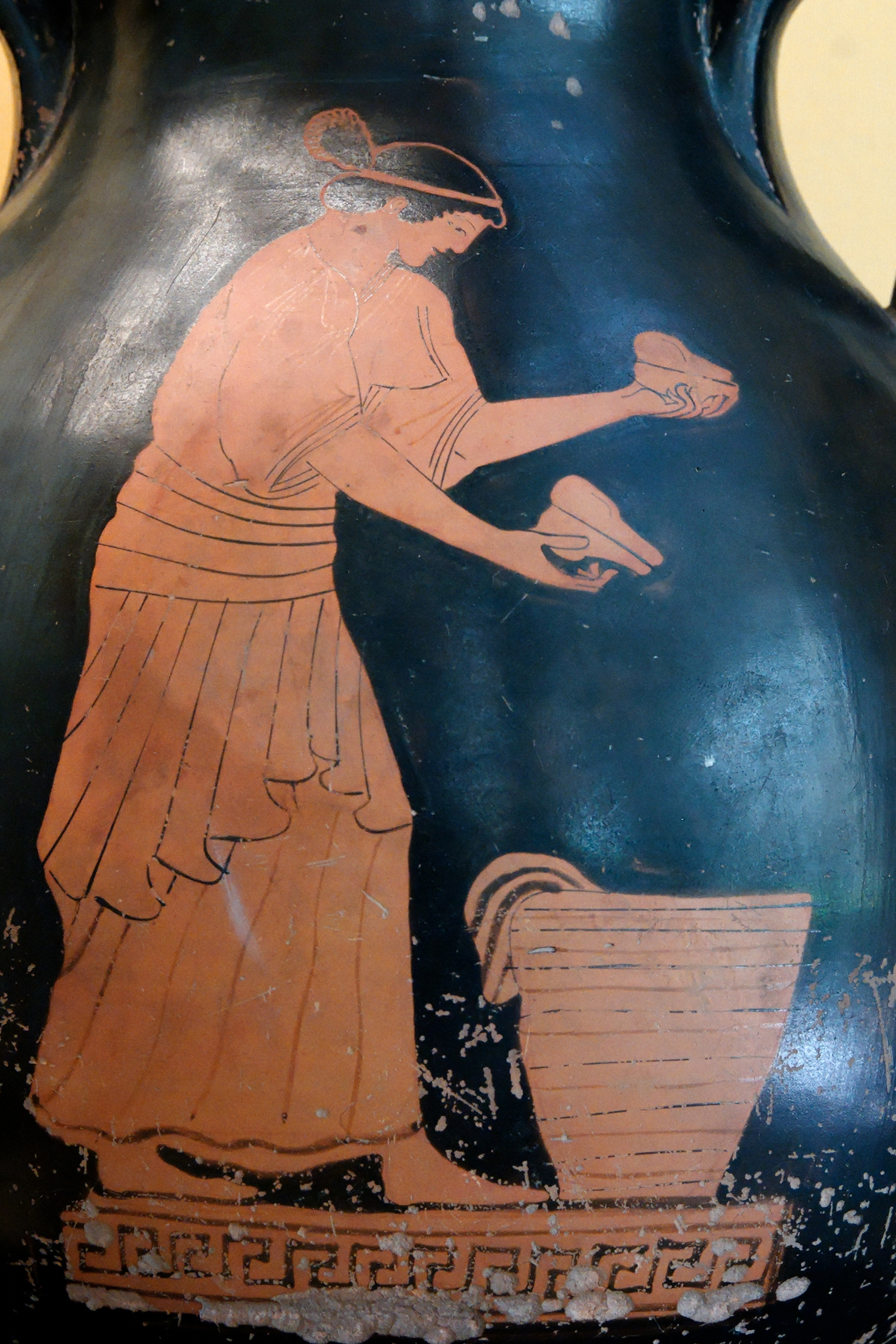
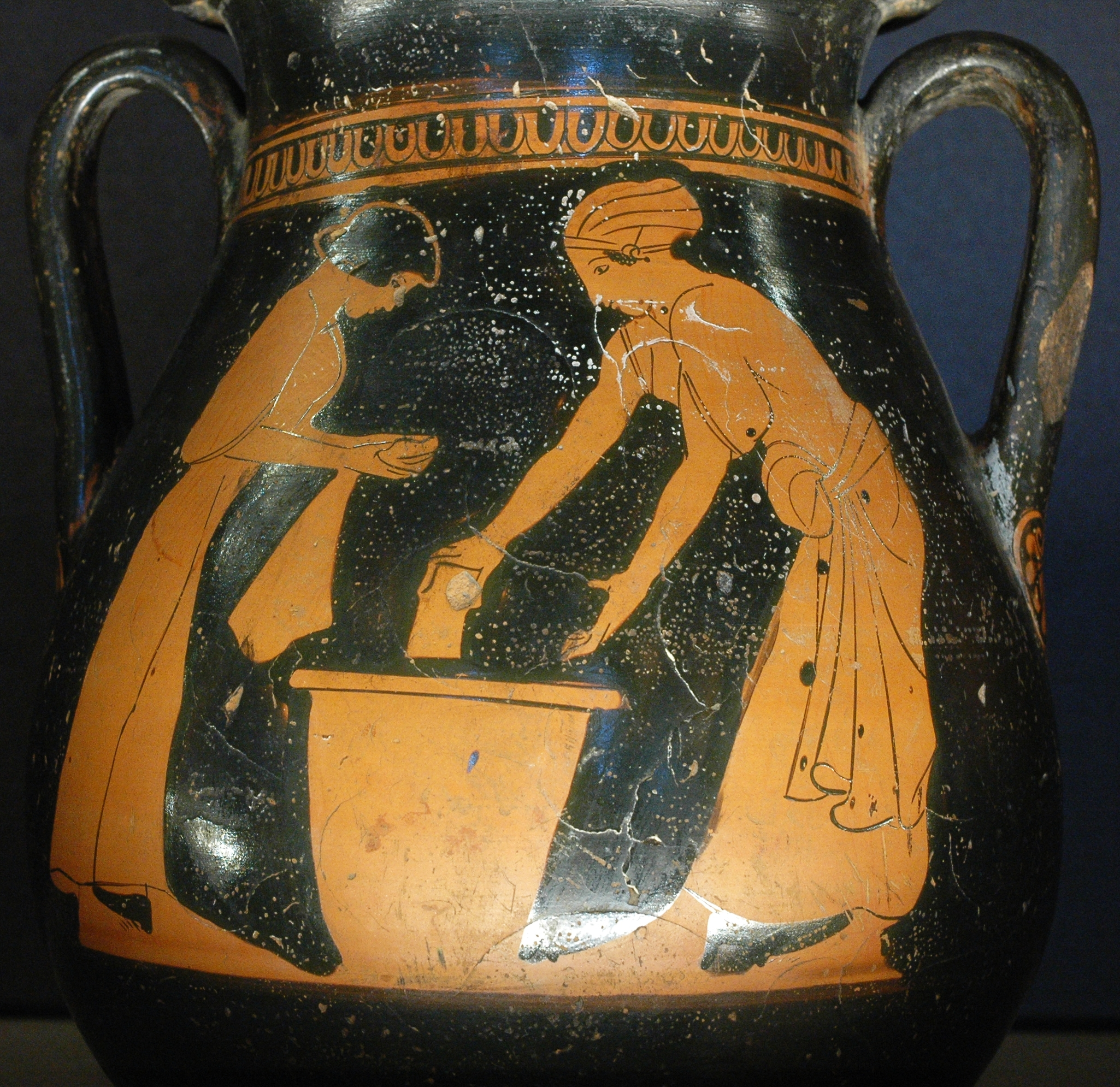
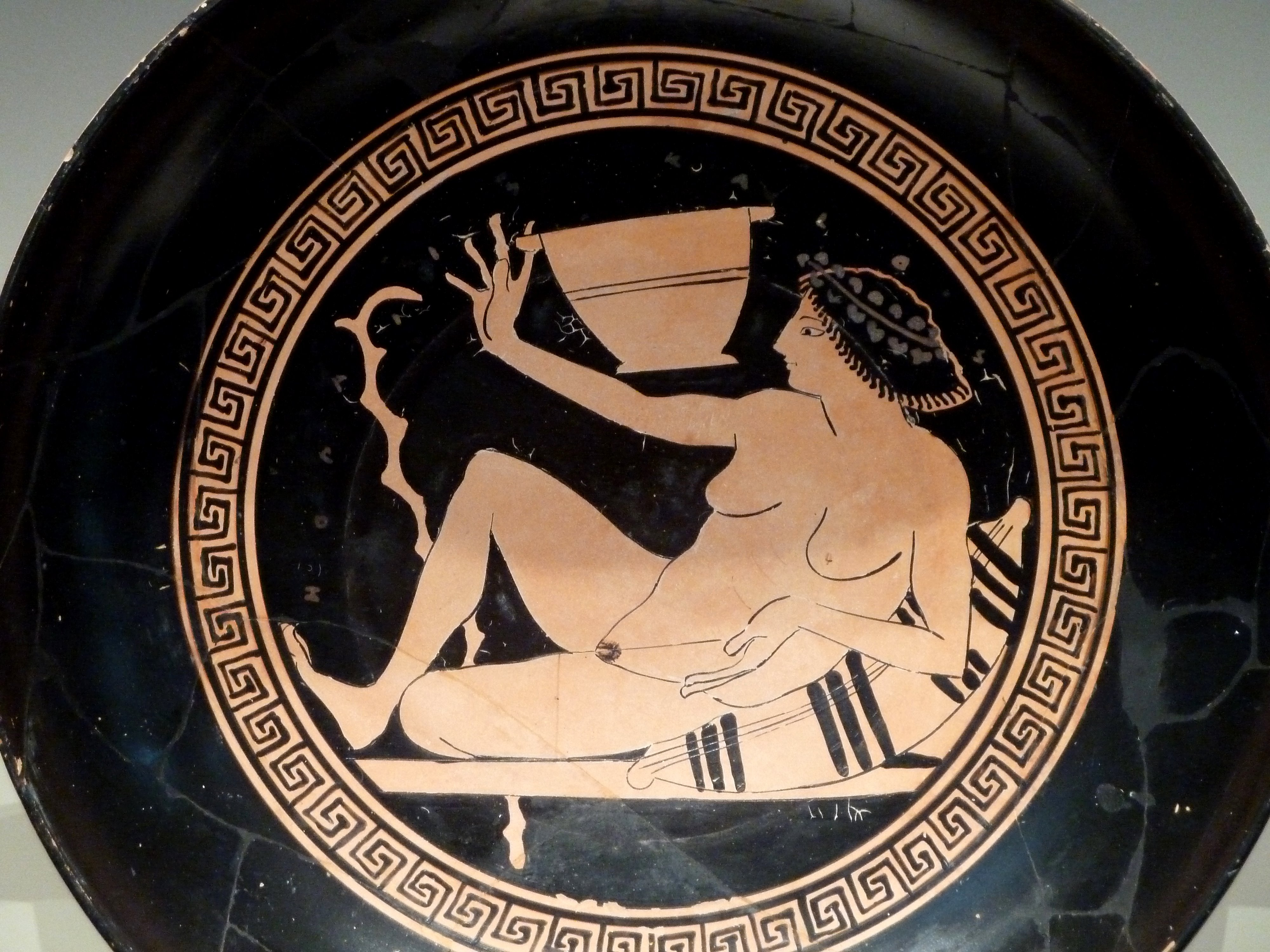
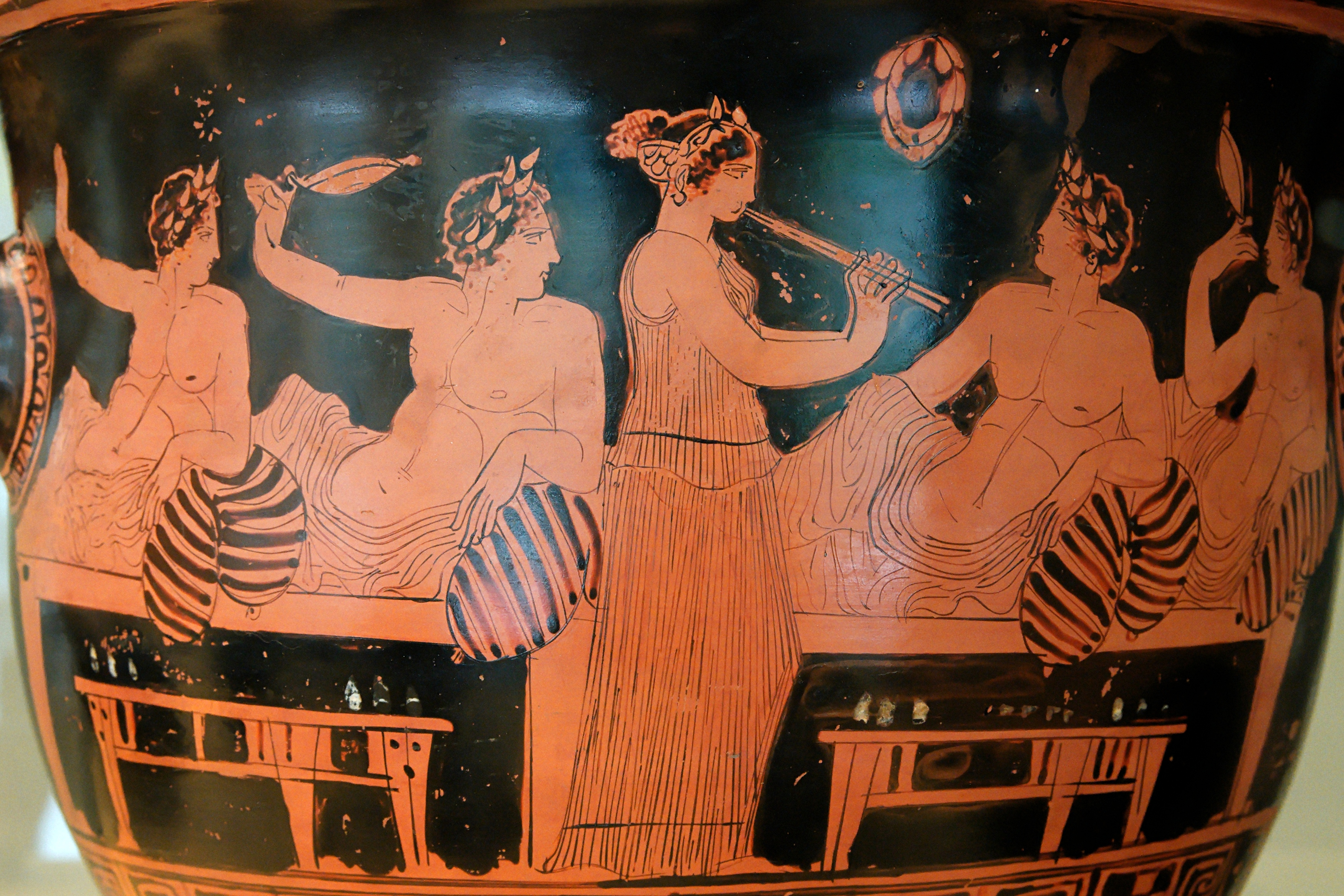